# Max Brown (Politiker)
Maxwell „Max“ John Brown († 25. Oktober 2012) war ein australischer Politiker der Labor Party, der unter anderem zwischen 1970 und 1985 Mitglied des South Australian House of Assembly sowie von 1982 bis 1985 Vorsitzender der Ausschüsse und dadurch stellvertretender Sprecher des House of Assembly war.

## Leben
Maxwell „Max“ John Brown wurde bei der Wahl am 30. Mai 1970 für die Labor Party im Wahlkreis Whyalla erstmals zum Mitglied des South Australian House of Assembly gewählt, des Unterhauses des Parlaments von South Australia, und löste dabei seinen Parteifreund Ron Loveday ab. Er vertrat diesen Wahlkreis bis zu seinem Verzicht auf eine erneute Kandidatur bei der Wahl am 7. Dezember 1985, woraufhin sein Parteifreund Frank Blevins diesen Wahlkreis übernahm. Während seiner Parlamentszugehörigkeit war er vom 19. Februar und dem 20. Juni 1975 zunächst vorübergehend Mitglied des Gemeinsamen Ausschusses für nachgeordnete Gesetzgebung (Joint Committee on Subordinate Legislation) sowie zwischen dem 13. November 1975 und dem 30. September 1982 Mitglied des Parlamentarischen Ausschusses für Landbesiedlung (Parliamentary Committee on Land Settlement), wobei er am 13. November 1975 zugleich Vorsitzender dieses Ausschusses wurde und diese Funktion bis zum 16. Januar 1980 ausübte.
Neben seiner Parlamentszugehörigkeit engagierte er sich auch in der Kommunalpolitik und war zwischen Juli 1970 und Juli 1972 sowie von Juli 1973 bis Juli 1974 einer der ersten Mitglieder des Stadtrates (Councillor) von Whyalla.
Als Nachfolger von Graham Gunn von der Liberal Party übernahm Brown am 7. Dezember 1982 als Deputy Speaker and Chairman of Committees die Posten als stellvertretender Sprecher und Vorsitzender der Ausschüsse der Legislativversammlung. Er bekleidete diese Ämter bis zu seinem Ausscheiden aus dem House of Assembly am 6. Dezember 1985, woraufhin sein Parteifreund Don Ferguson am 11. Februar 1986 sein Nachfolger wurde.
Nach seinem Ausscheiden aus dem House of Assembly widmete sich Max Brown wieder der Kommunalpolitik und fungierte von Mai 1987 bis Mai 1991 als Beigeordneter (Alderman) von Whyalla.

## Hintergrundliteratur
- Parliament of South Australia: Statistical Record of the Legislature 1836–2007 (Memento vom 11. März 2019 im Internet Archive)

## Weblink
- Mr Max Brown. In: Parlament von South Australia. Abgerufen am 10. April 2024 (englisch).